# Estádio dos Barreiros
Estádio dos Barreiros – stadion piłkarski w Funchal, na portugalskiej Maderze. Na obiekcie na co dzień występuje CS Marítimo i pomieścić może 10.600 osób.

## Konstrukcja
W swojej konstrukcji nie jest zbyt wyróżniającym się obiektem. Zbudowany na jednym ze stoków Funchal, w związku z tym kibice mogą podziwiać widoki na miasto oraz wybrzeże. Stadion składa się z dwóch trybun w kształcie banana, które biegną wzdłuż bieżni lekkoatletycznej, lecz nie wzdłuż jej całości. Bancada nascente nie jest w żadnym stopniu zadaszona, natomiast bancada lateral (widoczna na zdjęciu) posiada kilka zadaszonych sektorów, z których można bezpośrednio wyjść na ulicę miasta.

## Historia
Budowa stadionu wtedy o nazwie Campo dos Barreiros na wniosek Nacional Funchal rozpoczęła się w 1925, a inauguracja miała miejsce 26 czerwca 1927 roku w ligowym meczu przeciwko Vitórii Setúbal. Z czasem na obiekt przeprowadziły się również dwa pozostałe miejskie zespoły - CS Marítimo oraz União Madeira.
W 1938 roku z powodów wielu nieudogodnień i rozpadu stadionu, w wyniku złej sytuacji finansowej Nacionalu, klub poprosił o pożyczkę od lokalnych władz w wysokości 280 tysięcy escudos. Władze postanowiły wykupić cały obiekt za 847 tysięcy escudos.
Akt sprzedaży podpisano, jak również umowę wieczystą, nadającą temu terenowi miejsce przeznaczone do uprawiania sportu dnia 24 lutego 1939 roku. Lokalny architekt Couto Martins sporządził plan, dzięki któremu stadion po przebudowie miał mieścić 17 tysięcy osób, bieżnię lekkoatletyczną, parking i drogi dojazdowe. Budowa rozpoczęła się 21 marca 1951 roku, pod przewodnictwem João Augusto de Sousy, Félixa do Amarala, João Marquesa de Almeidy i Rui Vieiry.
Estádio dos Barreiros oficjalnie otwarty został 5 maja 1957 roku przez ministra Arantesa e Oliveirę, wtedy też został tam rozegrany pierwszy mecz na nowym obiekcie pomiędzy Reprezentacją Madery i rezerwową Reprezentacją Portugalii, który to wygrali wynikim 5:2 gospodarze, którym kibicował 12 tysięcy fanów.
W 1969 władze lokalne postanowiły zmienić nazwę obiektu na Estádio do Professor Marcelo Caetano, jednak decyzja ta nie spodobała się lokalnym kibicom i po krótkim czasie wrócono do nazwy Estádio dos Barreiros.
Stadion przez wiele lat był domowym obiektem trzech największych klubów na wyspie, co przełożyło się na eksploatacji obiektu, który nie był przygotowany na trzy mecze na tydzień. W latach 90. Nacional wyprowadził się na Estádio Eng. Rui Alves (obecnie nazywanym Estádio da Madeira), zlokalizowanym w północnej dzielnicy miasta - Choupanie.
Mimo kilku drobniejszych renowacji, stadion zachował swoją oryginalną konstrukcję, zmieniając tylko jupitery. Podstarzały obiekt obecnie nazywany jest Caldeirão (Kocioł) ze względu na niepowtarzalną atmosferę i doping kibiców Marítimo. Wiele znakomitych drużyn przegrywała tutaj, chociażby SL Benfica, która na tym obiekcie nie potrafiła wygrać przez 10 lat, kończąc fatalną serię dopiero w roku 2003.

## Mecze międzynarodowe
| Nr | Rozgrywki            | Data           | Rywal      | Wynik |
| -- | -------------------- | -------------- | ---------- | ----- |
| 1. | Mecz towarzyski      | 30 marca 1977  | Szwajcaria | 1:0   |
| 2. | Eliminacje Euro 1988 | 29 marca 1987  | Malta      | 2:2   |
| 3. | Eliminacje MŚ 2002   | 28 lutego 2001 | Andora     | 3:0   |

## Nowy stadion
W 2006 Marítimo ujawniło ambitne plany nowego stadionu, który miałby się mieścić w Praia Formosa, który miałby być również domowym obiektem União, jednak brak przez długi odzew zgody i odpowiedzi od władz, spowodowały zawieszenie na czas nieokreślony pracy nad nowym obiektem. Fakt, że Nacional dostał zgodę i pomoc lokalnych władz na zbudowanie nowej trybuny i zaplecza treningowego na ich Estádio da Madeira, rozwścieczyło fanów Marítimo. Rok później, 14 września 2007 roku maderskie władze (które są w 40% właścicielami zespołu) doszły do porozumienia z klubem i zgodziły się na wybudowanie nowego obiektu z lokalami komercyjnymi w miejscu obecnie istniejącego.